# Kōichi Kishi
Kōichi Kishi (jap. 貴志 康一, Kishi Kōichi; * 31. März 1909 in der Präfektur Osaka; † 17. November 1937) war ein japanischer Violinist, Komponist und Dirigent.

## Leben
Kōichi Kishi wurde als ältestes von acht Kindern geboren. Er verlebte seine Kindheit in Miyakojima, einem Stadtteil von Osaka. Dort lebten zahlreiche Emigranten, vor allem aus Russland, und so kam Kishi mit der abendländischen Kultur in Berührung. Nach dem Vorbild seiner Mutter erlernte er das Geigenspiel. Im Alter von 18 Jahren ging er nach Europa, um seine Ausbildung als Geiger am Konservatorium Genf und an der Berliner Hochschule für Musik bei Josef Wolfsthal abzuschließen. Anschließend studierte er Komposition bei Paul Hindemith sowie Dirigieren bei Wilhelm Furtwängler.
In der folgenden Zeit war Kishi als Dirigent, Komponist sowie als Violinist tätig. 
Im März 1934 spielte Georg Kulenkampff auf einer Präsentation der beiden UFA-Kulturfilme, an denen Kishi mitgearbeitet hatte, sein Violinkonzert, im November 1934 dirigierte Kishi im Alter von 25 Jahren die Berliner Philharmoniker: neben Werken von Gluck, Debussy und Richard  Strauss wurden Kishis Sinfonie und einige seiner Lieder aufgeführt. Die Berliner Zeitungen lobten Kishi als „bewunderungswürdig“.
Im März und April 1935 spielte Kishi für das Label Telefunken Auszüge aus den Japanischen Skizzen und der Japanischen Suite sowie 14 seiner Lieder ein, Solistin war Maria Basca (Sopran). Die Lieder blieben unveröffentlicht.

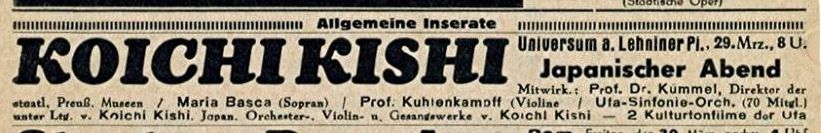
Veranstaltung mit Kompositionen und Filmen von Koichi Kishi im Kino Universum, Berlin 1934

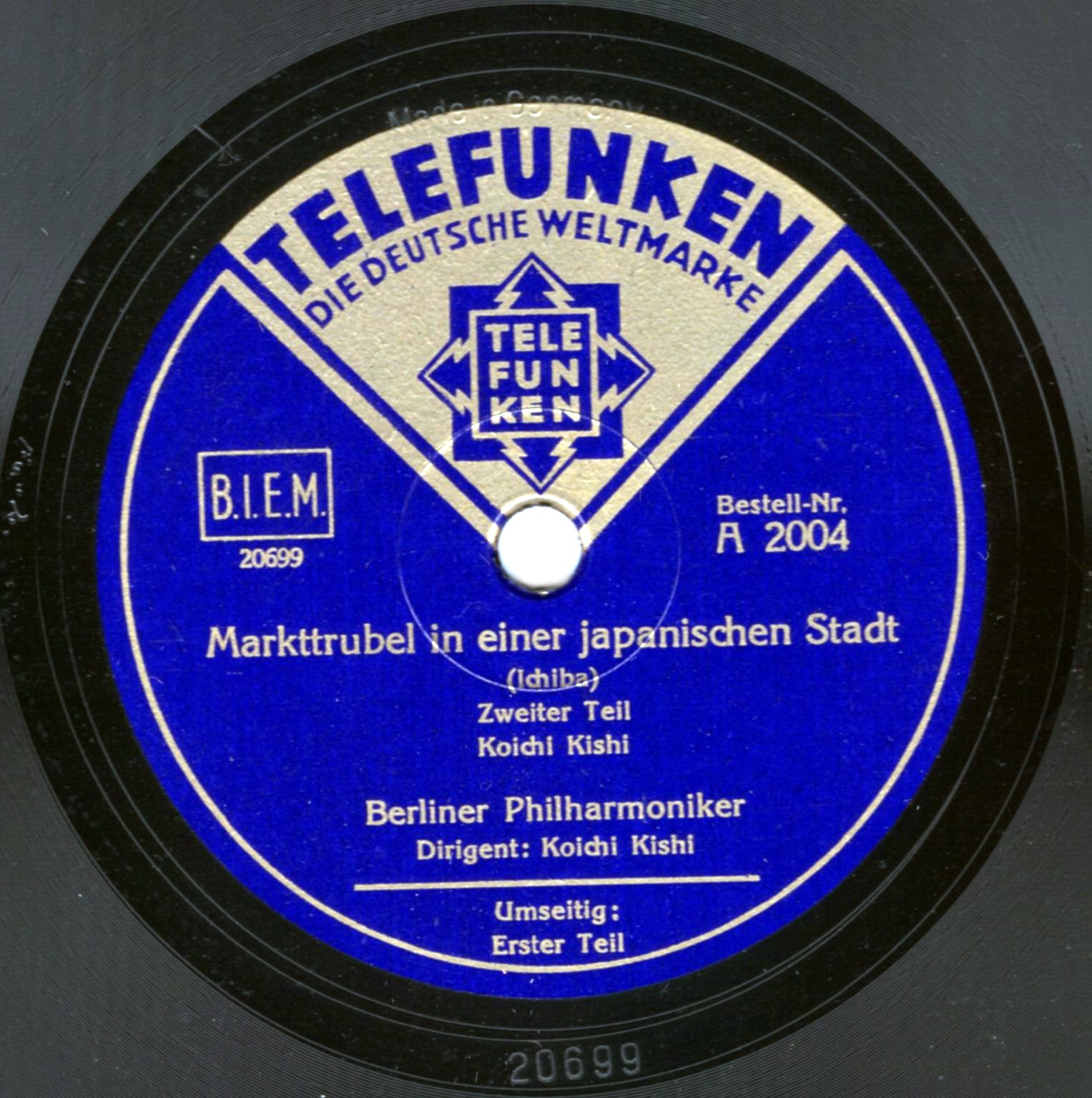
Im März 1934 dirigierte Kishi den Markttrubel aus den Japanischen Skizzen für das Telefunken-Label

Als Komponist übernahm Kishi die westliche, spätromantische Tradition und änderte sie „auf seine Art“. Er selbst, sein Vater und sein Großvater waren tiefgläubige Buddhisten. Er komponierte die Symphonie das Leben Buddhas (仏陀の生涯, Buddha no shōgai) als Programmmusik, die einzige dieser Art von seinen Werken. Er spielte auf einer Stradivari-Violine, die seit Anfang des 18. Jahrhunderts der britischen königlichen Familie gehört hatte und deshalb King George genannt wird. Das Instrument gehörte offensichtlich seiner Mutter. King George befindet sich heute im Besitz der Stiftung Habisreutinger Foundation.
In Deutschland engagierte sich Kōichi Kishi dafür, sein Heimatland Japan bekannt zu machen. So wirkte er neben seiner Landsmännin, der Sängerin Hatsue Yuasa, bei zwei Kurzfilmen mit, in denen die japanische Kultur präsentiert wurde. Darüber hinaus schlug er der UFA die Gründung einer deutsch-japanischen Filmproduktionsfirma vor, die von der japanischen Regierung mit einer Million Reichsmark unterstützt werden sollte. Doch die UFA zeigte sich nicht interessiert.
1937 erlag Kishi in Japan einem Herzleiden. Er wurde 28 Jahre alt.
Sein Wohnhaus in Osaka steht unter Denkmalschutz. Als Yukawa Hideki als erster japanischer Physiker 1949 den Nobelpreis erhielt, wurde bei dem Bankett in Stockholm Kishis Werk Taketori Monogatari gespielt. Auch das Glockenspiel am Bezirksrathaus von Miyakojima spielt diese Melodie. Aus Anlass des 100. Geburtstags von Kôichi Kishi war im Frühjahr 2009 im Japanisch-Deutschen Zentrum Berlin (JDZB) eine Ausstellung über dessen Leben und Werk zu sehen. Am 10. März 2009 fand in der Berliner Philharmonie ein Konzert mit Werken von Kishi statt.

## Werke
- Das Leben Buddhas. Sinfonie es-Moll in vier Sätzen (1934)
- Japanische Skizzen für großes Orchester (大管弦楽のための「日本スケッチ」): Markttrubel / Nocturne / Unheimliche Masken / Festival (1934)
- Japanische Suite für großes Orchester (大管弦楽のための「日本組曲」)
- Konzert für Violine und Orchester a-Moll (1933)
- Ama no iwato (天の岩戸). Ballett in zwei Aufzügen
- Namiko. Operette
- 7 japanische Lieder für hohe Stimme und Klavier. In Japanisch und Deutsch, Nachdichtung Lore Kornell. Birnbach, Berlin 1934. Enthält: Akai Kanzachi (Mein korallenroter Kamm) / Kago Kaki (Sänftenträger) / Sakura, Sakura (Kirschblüte) / Yeazakura (Kirschblüte) / Amanohara (Ewig gleicher Mond) / Kouta (japanisches Volkslied) / Kamome (Möwe).
- 7 (weitere) Lieder
- Compositions for violin and piano : Tsuki (Mond) / Suifo-no-uta (Gesang der Matrosen) / Taketori-mongatari (Taketoris Erzählung) / Ryoshi-no-uta (Fischerlied) / Hanami (Kirschblütenfest) / Ryu (Drachentanz). Challier & Co, Berlin 1934
- Musik und Regie zu den UFA-Kurzfilmen Kagami („Spiegel“) (1933) und Haru („Im Frühling - Ein Film von japanischen Frühlingsfesten“) (1934)